# Gautier V de Brienne

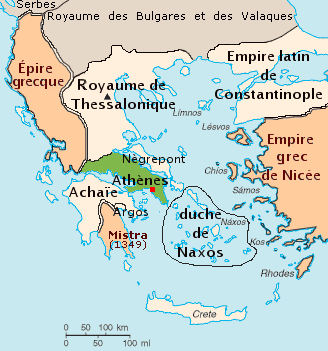
Le duché d'Athènes, en vert.

Pour les autres membres de la famille, voir Maison de Brienne.
Pour les articles homonymes, voir Brienne, Gautier de Brienne et Gautier V.
 (janvier 2019).
Si vous disposez d'ouvrages ou d'articles de référence ou si vous connaissez des sites web de qualité traitant du thème abordé ici, merci de compléter l'article en donnant les références utiles à sa vérifiabilité et en les liant à la section « Notes et références ».
Gautier V de Brienne fut comte de Brienne et de Lecce puis duc d'Athènes.

## Biographie
Né vers 1278 (le mariage de ses parents ayant eu lieu en 1277), il était le fils d'Hugues Ier de Brienne, comte de Brienne et de Lecce, et d'Isabelle de la Roche, fille du duc d'Athènes Guy Ier.
Donné enfant comme otage par son père, il resta longtemps prisonnier au château d'Agosta en Sicile parmi les Catalans, jusqu'à ce que son père eut payé sa caution.
Il demeura ensuite à la cour de Naples et c'est là qu'il apprit, que par le décès le 5 octobre 1308 de son cousin germain, Guy II, le duché d'Athènes lui revenait.
Il partit aussitôt pour son duché, mais à peine arrivé, il dut faire face aux Compagnies Catalanes qui, repoussées par la disette du pays de Gallipoli, s'avancèrent par la péninsule de Cassandra jusqu'à la vallée de Tempé. Il s'allia alors à eux contre le despote d'Arta et l'Empereur de Byzance Andronic II Paléologue. Il récupéra ainsi une grande partie de ses forteresses et attaqua ensuite la Thessalie en pleine anarchie. Mais les alliés se brouillèrent. Gautier choisit alors 200 cavaliers et 300 fantassins parmi les Catalans et ordonna aux autres de quitter son pays, ce que ceux-ci refusèrent.
Gautier se prépara alors à la guerre et fit appel à ses alliés de Morée et au roi Robert Ier de Naples. Ayant réuni une grande armée, il se prépara à attaquer les Catalans, mais ceux qu'il avait gardés l'abandonnèrent et rejoignirent les leurs.
Les Catalans se préparèrent alors à la bataille. Ils labourèrent les plaines et les inondèrent, transformant ainsi le futur champ de bataille en marécage. C'est le 15 mars 1311 que se déroula la bataille d'Halmyros.
Gautier, à la tête de 700 chevaliers, des cavaliers du pays et de Morée et des fantassins, se lança le premier dans la bataille, mais n'ayant pu se rendre compte que la plaine bien verte cachait en fait un marécage, son cheval s'effondra et lui avec. Gautier fut tué dans la bataille avec toute son armée. Les Catalans conquirent le duché, la famille de Brienne ne conservant que la seigneurie d'Argos, dans le Péloponnèse.

## Mariage et postérité
Il s'était marié vers 1305 avec Jeanne de Châtillon, fille de Gaucher V de Châtillon, comte de Crécy-la-Chapelle et de Château-Porcien. De cette union, il eut 2 enfants :
- Isabelle de Brienne (vers 1305 † 28 décembre 1360) qui épousa en janvier 1321 Gauthier III d'Enghien. Elle hérita des titres et revendications de la famille après la mort de son frère, les transmettant à sa descendance, la maison d'Enghien ;
- Gautier VI de Brienne (1312 † 19 septembre 1356), comte de Brienne, de Lecce et de Conversano, Connétable de France.